# Architektur

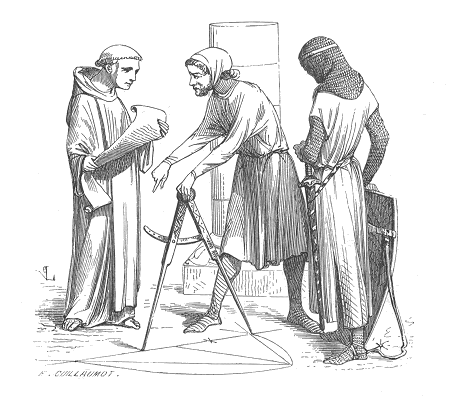
In der Mitte: mittelalterlicher Baumeister (Zeichnung von Eugène Viollet-le-Duc, 1856)

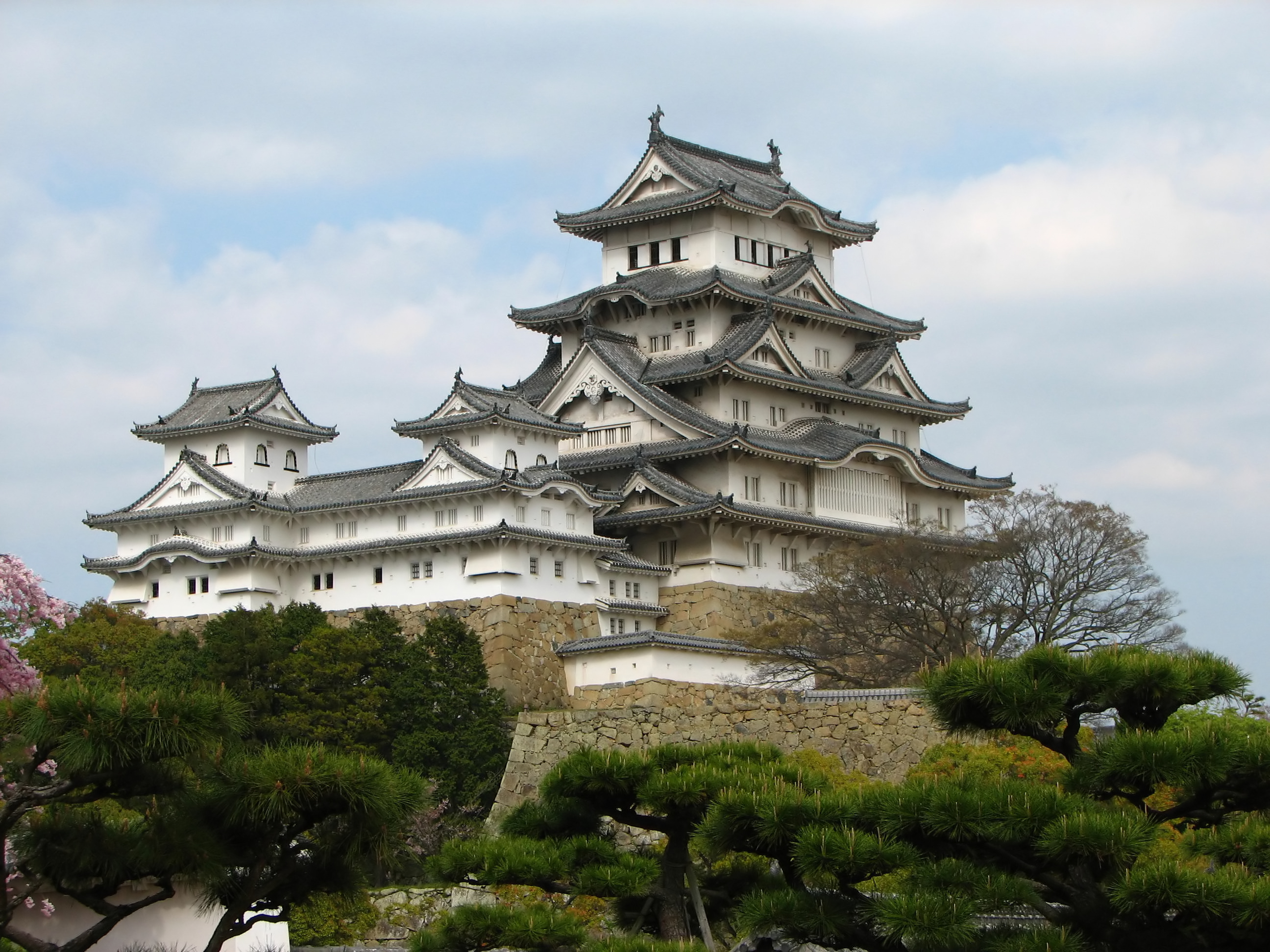
Traditionelle Architektur: Himeji-jō in Japan aus dem 17. Jahrhundert

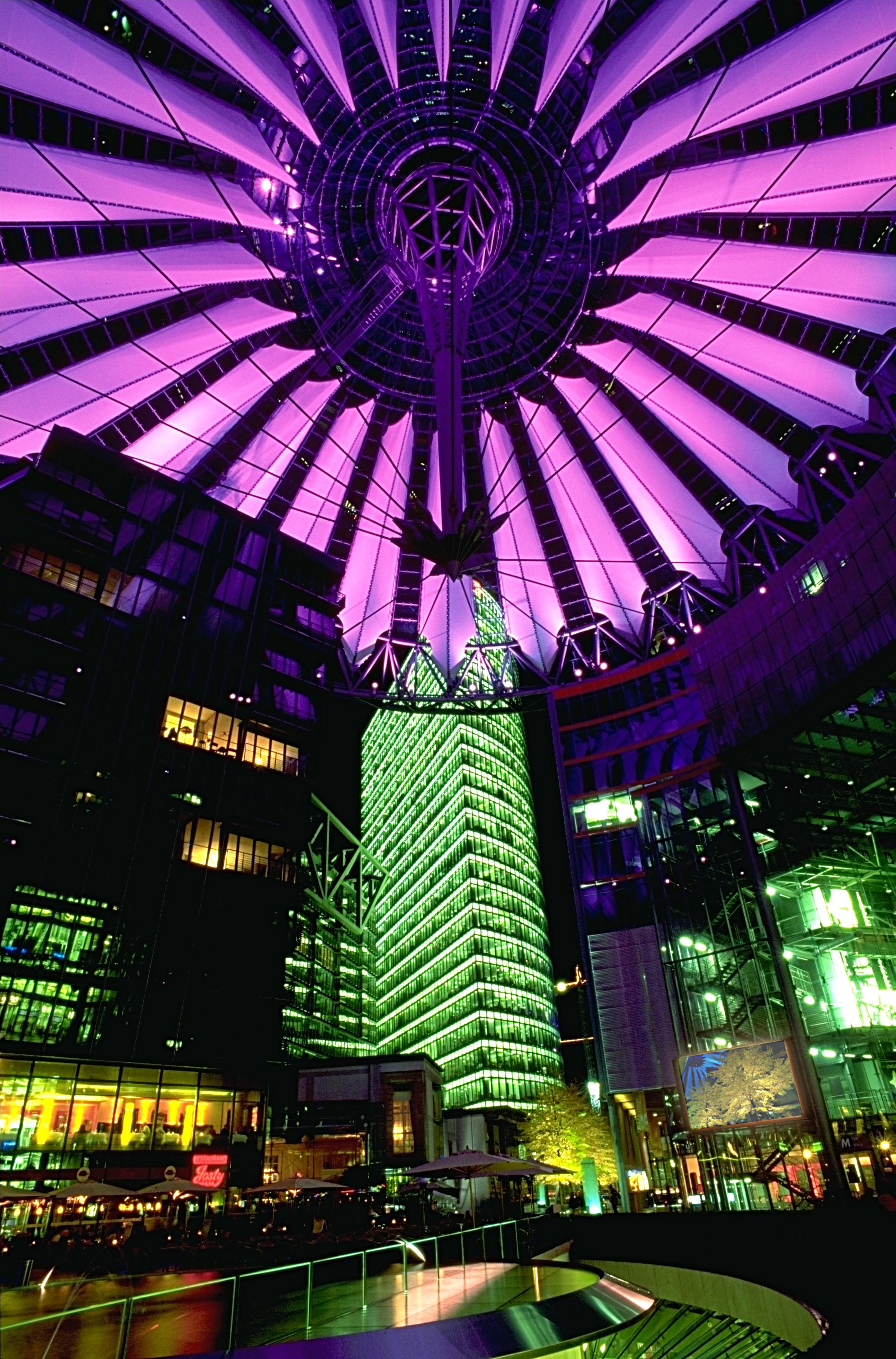
Postmoderne Architektur: Sony Center in Berlin, fertiggestellt 2000

Das Wort Architektur (von lateinisch architectura ‚Baukunst‘; dieses von altgriechisch ἀρχιτεκτονία architektonía mit derselben Bedeutung) bezeichnet im weitesten Sinne die handwerkliche Beschäftigung und ästhetische Auseinandersetzung des Menschen mit dem gebauten Raum. Planvolles Entwerfen, Gestalten und Konstruieren von Bauwerken ist der zentrale Inhalt der Architektur. Es gibt eine Vielzahl von Definitionen des Begriffes, die der Architektur verschiedene Aufgaben, Inhalte und Bedeutungen zuschreiben. Einige werden im Folgenden dargestellt.
Bereits Vitruv sprach von der „Mutter aller Künste“, womit sowohl die zeitliche Abfolge als auch die rangliche Einstufung der Architektur gegenüber Bildhauerei und Malerei gemeint sein kann. Im klassischen Verständnis seit Vitruvs De Architectura beruht Architektur auf den drei Prinzipien Stabilität (Firmitas), Nützlichkeit (Utilitas) und Anmut/Schönheit (Venustas).

## Bezeichnung

### Wortherkunft

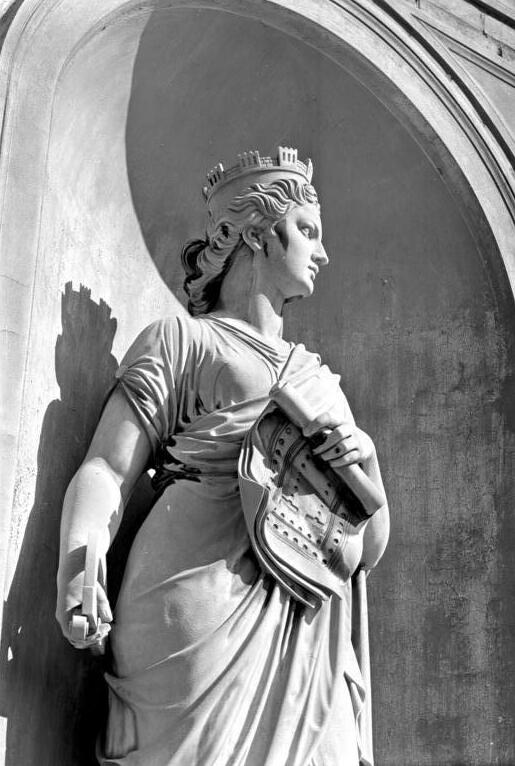
Die Baukunst. Figur am Orangerieschloss (Potsdam)

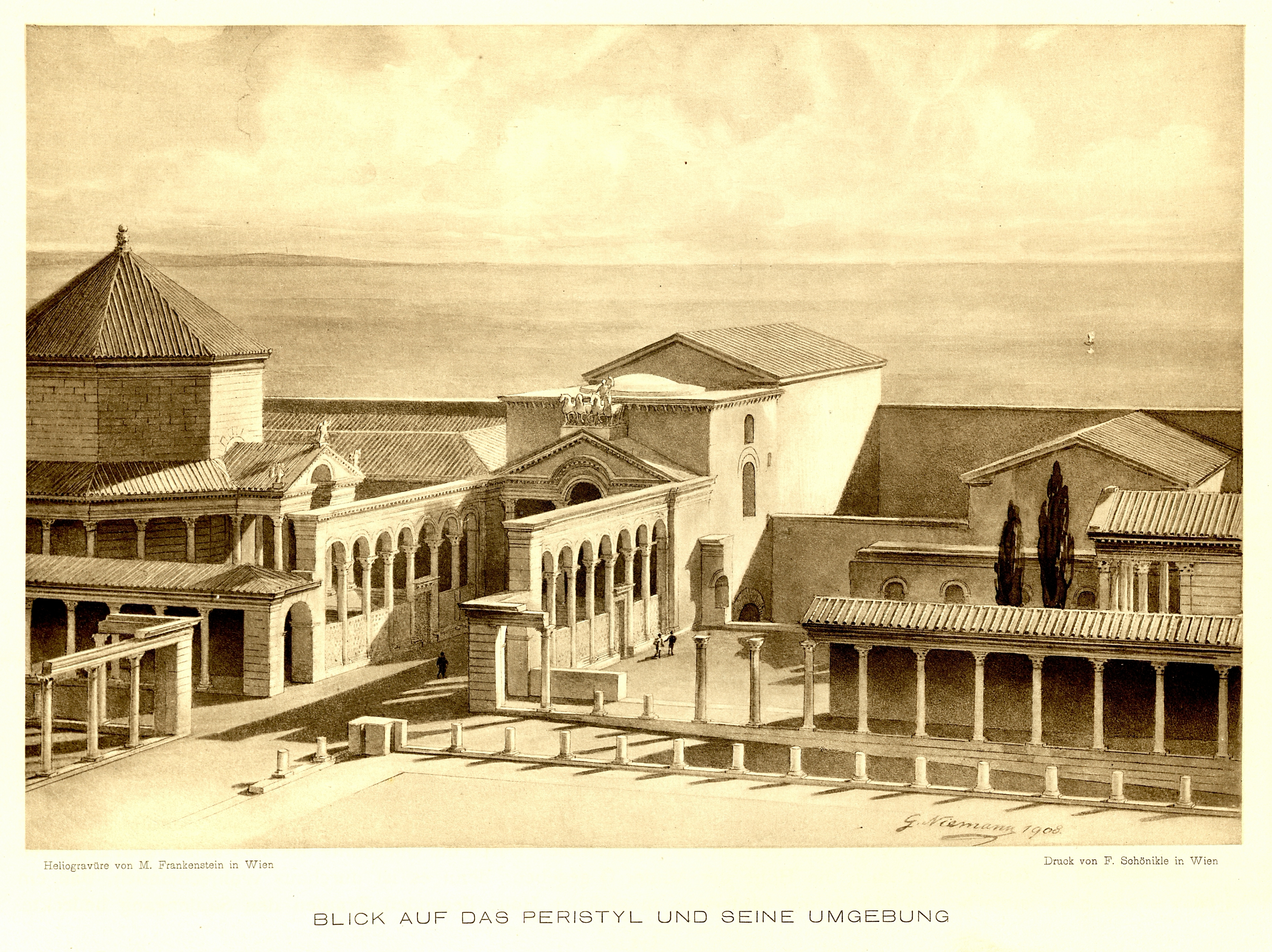
Schnitt durch den Diokletianpalast, um 300 n. Chr. George Niemann, 1906

Bei dem Wort Architektur handelt es sich um die eingedeutschte Version des lateinischen architectura ‚Baukunst‘, das sich vom griechischen ἀρχιτέκτων architékton herleitet. Letzteres setzt sich zusammen aus αρχι- archi-, deutsch ‚Haupt-‘ und τέκτων tékton, deutsch ‚Baumeister‘ oder ‚Zimmermann‘ und ließe sich demnach etwa als ‚Oberster Handwerker’ oder ‚Hauptbaumeister’ übersetzen. Die Definition dessen, was Architektur heute ist, hängt demnach auch vom Betätigungsfeld des Architekten ab. Der Begriff hat sich im Laufe der Geschichte immer wieder gewandelt und ist in seiner ganzen Tiefe nur historisch fassbar.

### Eingrenzung des Begriffs

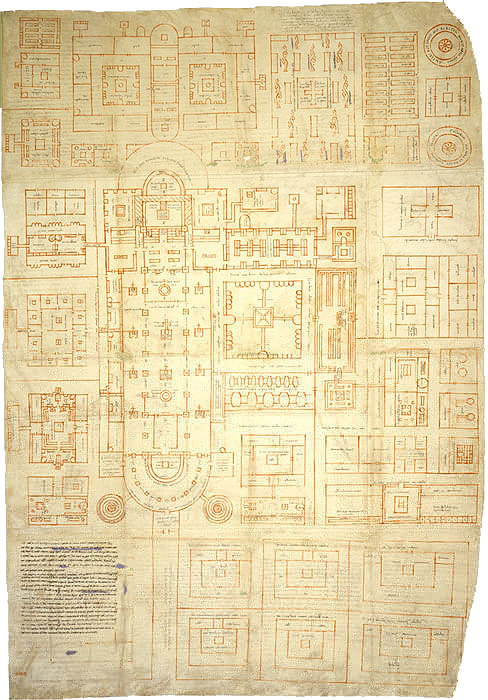
Der St. Galler Klosterplan ist eine berühmte mittelalterliche Architekturzeichnung

In der engeren Bedeutung des klassischen Architekturbegriffs meint Architektur die Wissenschaft und Kunst des planvollen Entwurfs der gebauten menschlichen Umwelt, d. h. die Auseinandersetzung mit dem vom Menschen geschaffenen Raum und insbesondere der Wechselbeziehung zwischen Mensch, Raum und Zeit. Dabei schließt der klassische Architekturbegriff verschiedene Bedeutungsfacetten mit ein. Er steht
- für die Baukunst, die Schaffung und ästhetische Gestaltung von Bauwerken / baulichen Anlagen aller Art. Allerdings ist der Begriff Baukunst heute nicht mehr sehr scharf. In einer Erweiterung des Begriffs steht der Begriff Architektur heute im akademischen Diskurs oft allgemein für die Kunst des Schaffens und Gestaltens von Räumen allgemein. Für Le Corbusier ist die „Baukunst […] das wissende, genaue und großartige Spiel der Baukörper unter dem Licht“.[4]
- als Titel von Bau-Typologien,
- als Bezeichnung für das Berufsfeld des Architekten,
- als Oberbegriff für die Werke der Architekten.
- als Bezeichnung für die Wissenschaft vom Bauen.

Über Jahrhunderte hinweg wurde Architektur im allerweitesten Sinne als Bauen jeglicher Art verstanden. Architektur war die Gestaltung von Bauwerken, die Kunst zu bauen, daher der Begriff Baukunst. Architektur beschäftigt sich mit einzelnen Bauwerken, vorwiegend im Bereich des Hochbaus. Die Liste von Bauwerken nach Funktion gibt einen Überblick über die Vielfältigkeit der Aufgaben.
Der Städtebau beschäftigt sich in größerem Maßstab mit der Gestaltung von Städten und großen Gebäudekomplexen und dem Zusammenspiel von Gebäuden und ihrer Umgebung.
Die Landschaftsarchitektur beschäftigt sich mit der gestalteten Landschaft und Grünanlagen unter architektonischen Gesichtspunkten.
Die Innenarchitektur hat die Gestaltung von Innenräumen zum Ziel.
Diese Definition ist aber insbesondere seit Beginn des 20. Jahrhunderts umstritten. Entsprechend werden die meisten Definitionsversuche nur im Kontext bestimmter Debatten um Inhalt, Aufgabe und Bedeutung der Architektur verständlich, wobei auch das jeweilige zeitgenössische Bauen mit seinen ästhetischen, technischen, ökonomischen und politischen Implikationen zu berücksichtigen ist. Ähnlich wie beim Begriff des Kunstwerkes scheint es beim Architekturbegriff nicht möglich, sich auf die bloße Beschreibung eines Wortes oder einer Sache zu beschränken.
Jede differenziertere Begriffsbestimmung erweist sich bei näherer Betrachtung als ein Ringen um Definitionshoheit und Geltungsmacht. Aufgrund des so implizierten normativen Aspektes bleibt jede „inhaltliche“ Bestimmung von Architektur kontrovers und ist im Kern ideologisch geprägt. Jeder Definitionsversuch – soweit er eine Reflexion enthält – ist bereits Architekturtheorie. Die Definition von Architektur beruht im Wesentlichen auf der jeweiligen Haltung und dem Wertesystem der definierenden Person, sei es Bauherr, Architekt oder Architekturtheoretiker.
Dass die Bewertungen der jeweiligen Werke der Architekten meist kontrovers ausfallen, ist unvermeidlich, da es sich nicht nur um einen Wettbewerb von Talent und Kompetenz handelt, sondern auch um die Gültigkeit der individuellen Wertesysteme. Durch die Varianz der Architekturauffassungen ist heute ein großer Formenreichtum in der Architektur gegeben.

### Klassische Architektur
Nach Vitruv (De Architectura) beruht Architektur auf drei Prinzipien: Stabilität (Firmitas), Nützlichkeit (Utilitas) und Anmut/Schönheit (Venustas). Dabei muss allen drei Kategorien gleichermaßen und gleichwertig Rechnung getragen werden. Sie sollen einerseits das architektonische Entwerfen bestimmen, andererseits als Kriterien zur Beurteilung der fertigen Gebäude dienen.
Darüber hinaus definiert Vitruv sechs Grundbegriffe des Faches Architektur: „ordinatio“, „dispositio“, „eurythmia“, „symmetria“, „decor“ und „distributio“.

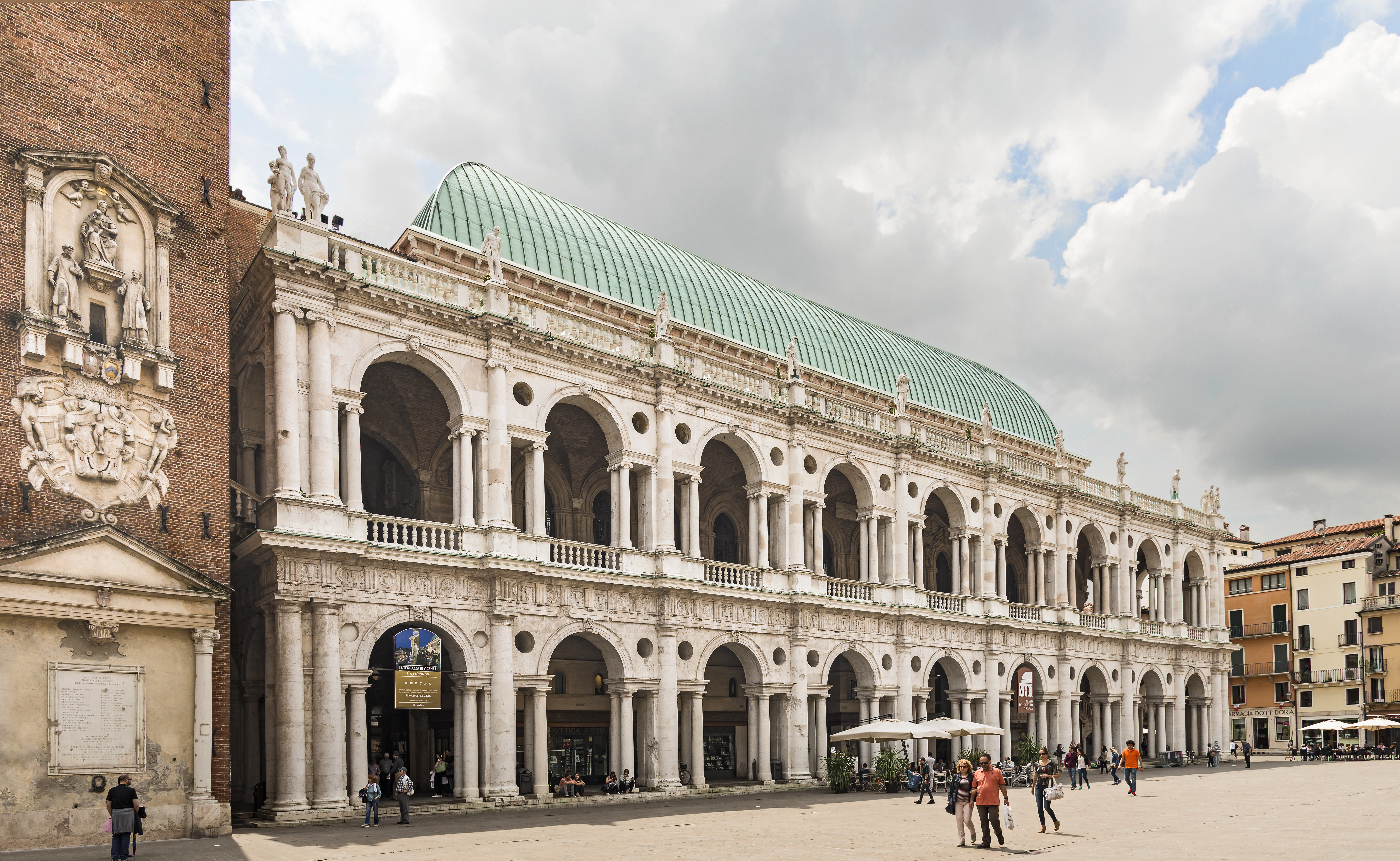
Die Basilica Palladiana in Vicenza von Andrea Palladio. Die Architektur der Renaissance übermittelte klassische Prinzipien der Antike und führte sie fort.

„Ordinatio“, „eurythmia“ und „symmetria“ beziehen sich dabei auf die Proportionierung des Gebäudes. „Ordinatio“ steht für die „Maßordnung“, also die passende maßliche Einteilung der Glieder eines Bauwerks, „eurythmia“ für das anmutige Aussehen und das maßgerechte Erscheinungsbild in der Zusammenfügung der Bauglieder und „symmetria“ für den Einklang der einzelnen Elemente untereinander. Im ersten Kapitel des 3. Buches, in dem Vitruv die idealisierten Maßverhältnisse des menschlichen Körpers, die Zurückführung seiner Abmessungen auf geometrische Grundformen wie Quadrat und Kreis sowie die modularen Grundlagen der Zahlensysteme erläutert, werden diese Aussagen zur Proportionierung noch weiter vertieft.
„Dispositio“ bezieht sich auf die Konzeption oder Disposition des Gebäudes und die dazu notwendigen Baupläne, die er mit Grundriss, Schnitt und perspektivischer Ansicht („ichnographia“, „orthographia“ und „scaenographia“) festlegt.
„Decor“ bezieht sich auf das fehlerfreie Erscheinungsbild eines Gebäudes entsprechend den Regeln der anerkannten Konventionen. Als Beispiele nennt Vitruv u. a. die korrekte Zuordnung von Säulenarten (dorisch, ionisch, korinthisch) zu bestimmten Gottheiten beim Tempelbau, die Koordination von Außen und Innen, von stilistischen Teilelementen zum Gesamtstil, von Räumen zu Himmelsrichtungen usw.
„Distributio“ meint einerseits die angemessene Verteilung der Baumaterialien und der Ausgaben für den Bau, zum anderen die den jeweiligen Bewohnern angemessene Bauweise.
Die von Vitruv eingeführte klassische Säulenordnung findet bis heute in der Architektur Anwendung.

### Abgrenzung zum allgemeinen Bauen

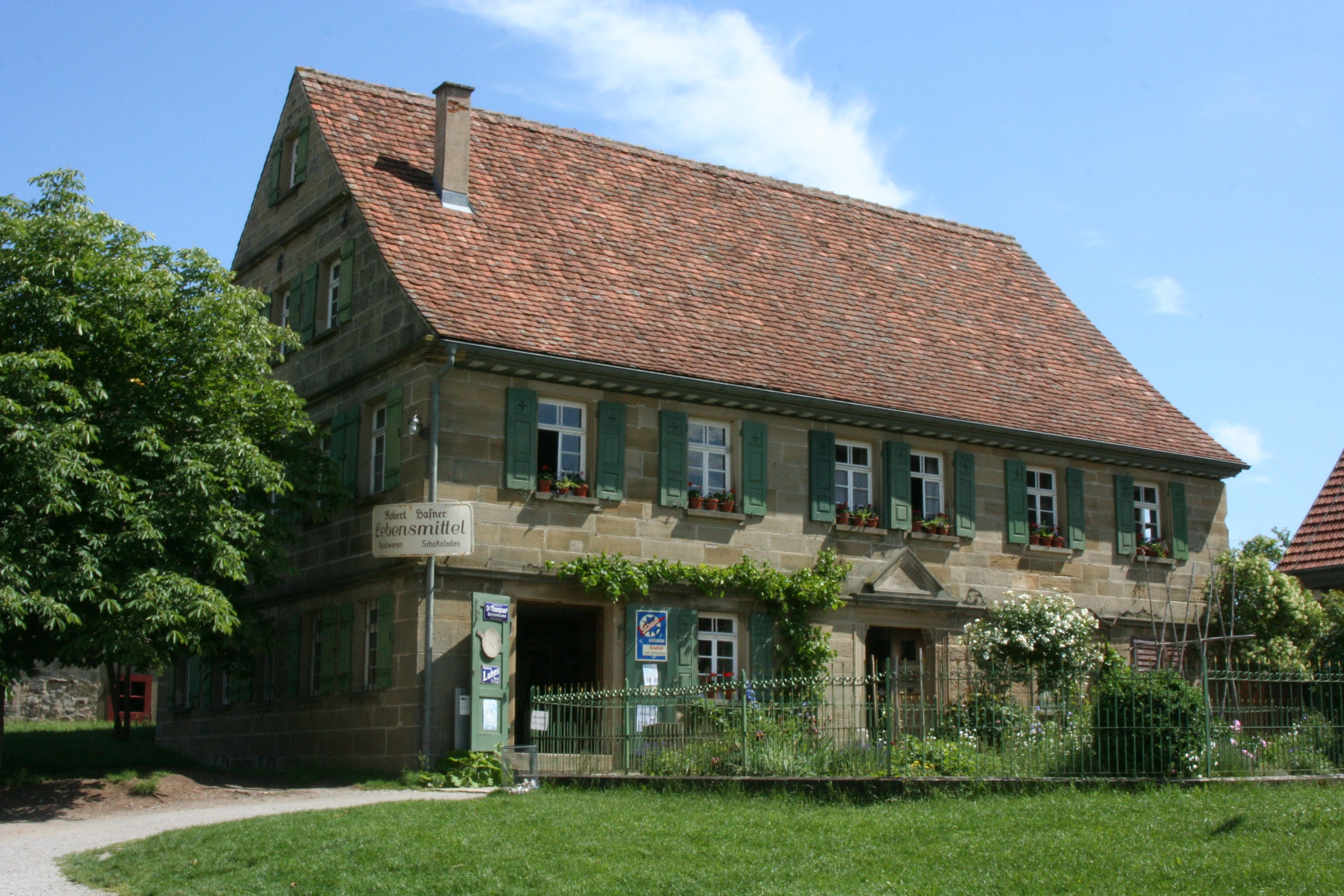
Wo fängt Architektur an und hört „bloßes Bauen“ auf?

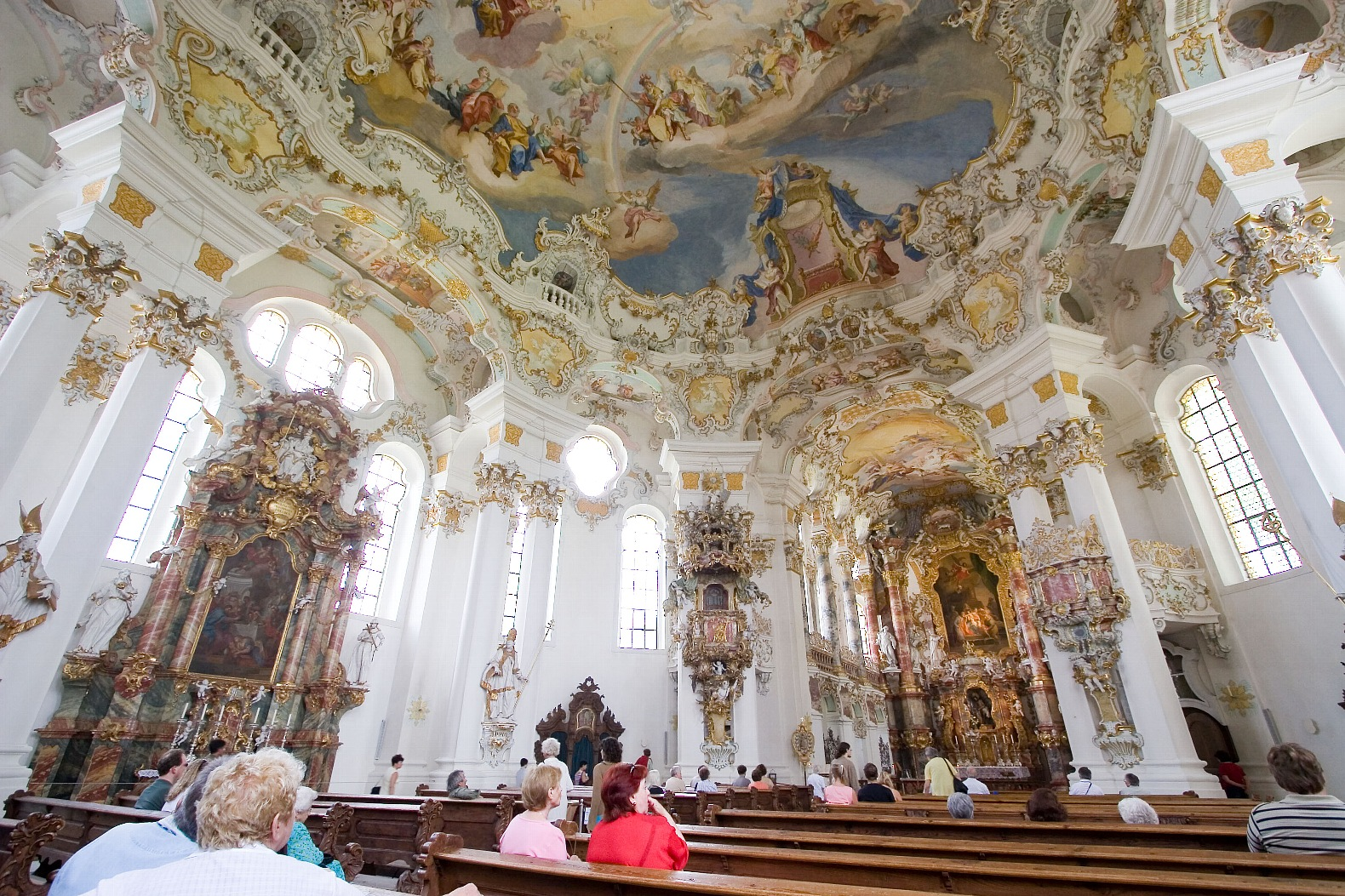
Baukunst im Barock (Wieskirche)

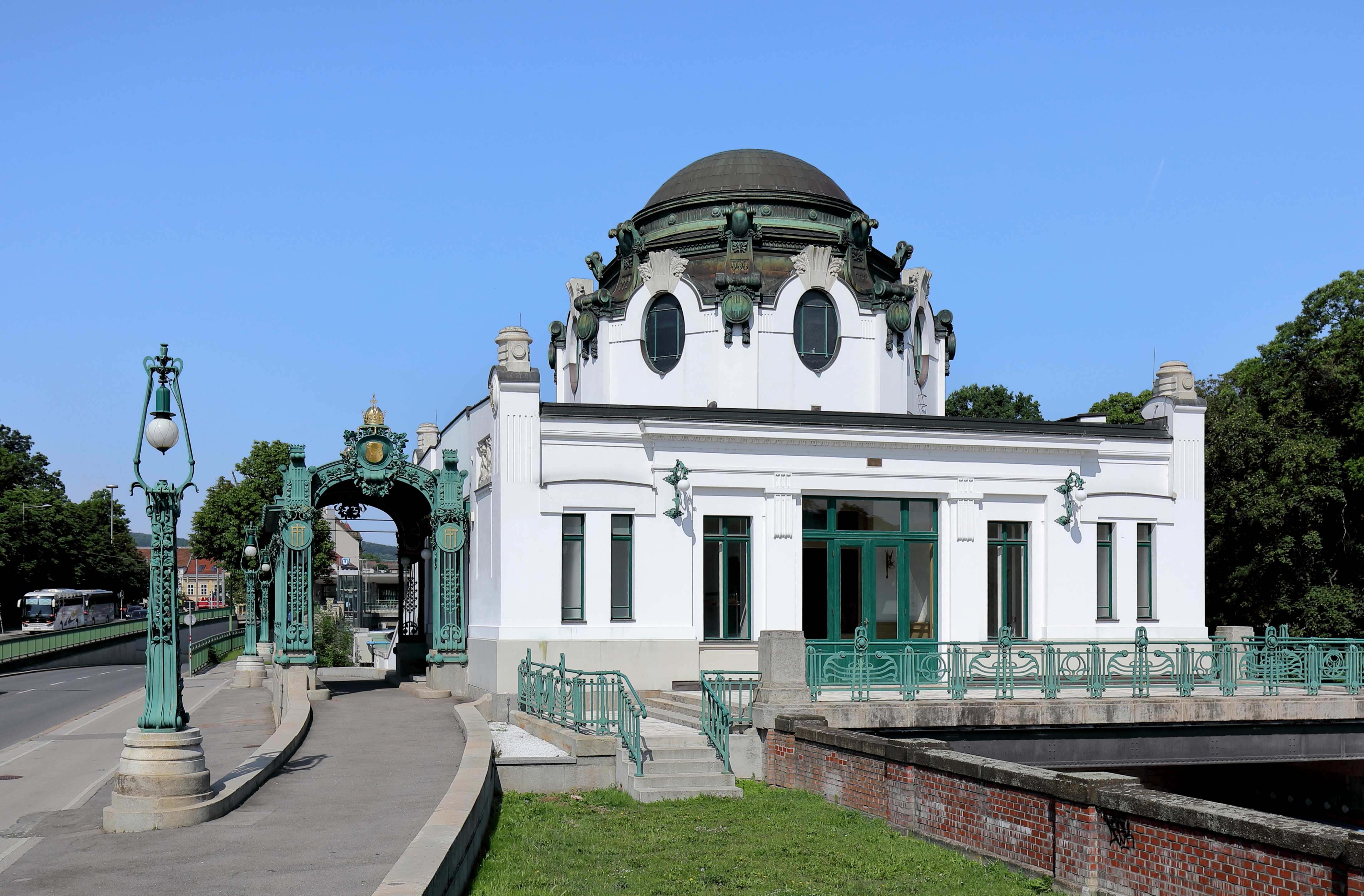
Jugendstilbaukunst: Hofpavillon Hietzing in Wien von 1898, Architekt Otto Wagner

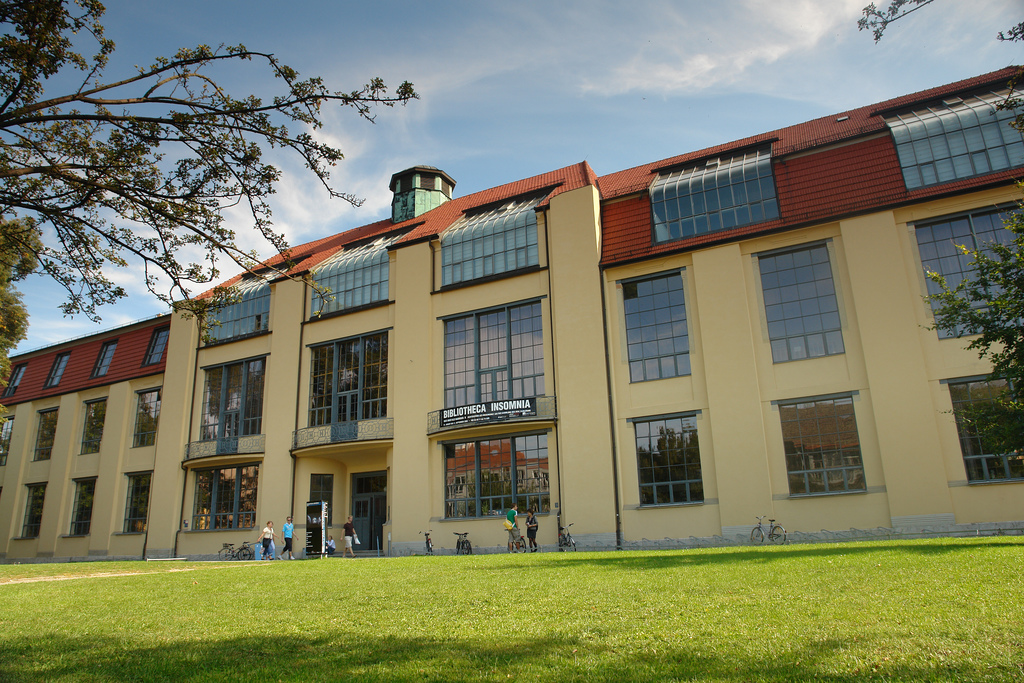
Hauptgebäude der Bauhaus-Universität Weimar (1904–1911 nach Entwürfen von Henry van de Velde)

Architektur als Kunst wirkt durch ihre besondere gestalterische Qualität und unterscheidet sich dadurch vom allgemeinen Bauen (siehe dazu auch Ästhetik).
Die Vorstellung, was bei Entwurf und Herstellung eines Bauwerkes die eigentliche architektonische Leistung ist und das Bauwerk über das rein Zweckhafte hinaushebt, hat sich im Laufe des vergangenen Jahrhunderts deutlich gewandelt: Bis Ende des 19. Jahrhunderts war es vor allem die Verwendung überlieferter Bauformen (Stil) mit oft ornamentalen Ausschmückungen, in denen sich der künstlerische Rang als Mehrwert und Schönheit eines Bauwerkes in bewusster Opposition zu einer Pragmatik manifestierte.
Mit dem Funktionalismus des 20. Jahrhunderts wurde zunächst ein Begriff von Architektur vorherrschend, der dem Zweck der Gebäude (auch Ingenieurkonstruktionen) den Vorrang einräumte. Dabei wurden die konstruktiven, proportionsgebenden und raumbildenden Aspekte des Bauens zum gestalterischen Thema von Architektur. Zugleich wurde durch zahlreiche Darstellungen zur Modernität, Fortschrittlichkeit und dem Ausdruck der jeweiligen Gegenwart ein Vorrang der funktionalistischen Architektur angestrebt. Dieses funktionalistische Architekturverständnis wurde in Bewegungen wie der Postmoderne und dem Dekonstruktivismus aufgelockert.
Zitate:
- „Dabei ist meist angenommen worden, dass ein Bauwerk erst anfange ein Kunstwerk zu werden, wenn es mehr tue als dem bloßen Bedürfnis zu genügen.“ (Hermann Muthesius : 1908 über den Architekturbegriff des 19. Jahrhunderts in: Die Einheit der Architektur)
- „Das Schlagwort «das Zweckmäßige ist auch schön» ist nur zur Hälfte wahr. Wann nennen wir ein menschliches Gesicht schön? Die Teile eines jeden Gesichts dienen einem Zweck, aber nur wenn sie vollkommen sind in Form, Farbe und wohlausgewogener Harmonie, verdient das Gesicht den Ehrentitel „schön“. Das gleiche gilt für die Architektur. Nur vollkommene Harmonie in der technischen Zweck-Funktion sowohl wie in den Proportionen der Formen kann Schönheit hervorbringen. Und das macht unsere Aufgabe so vielseitig und kompliziert.“ (Walter Gropius : 1955 in: Architektur)
- „Architektur ist, unabhängig davon, wie profan oder anspruchsvoll der Zweck ist, dem sie dient, letztlich die Gesamtheit der durch Menschenhand veränderten Umwelt und damit eine kulturelle Leistung der Menschen.“ (Meinhard von Gerkan : 1982 in: Die Verantwortung des Architekten)

### Raumbildung

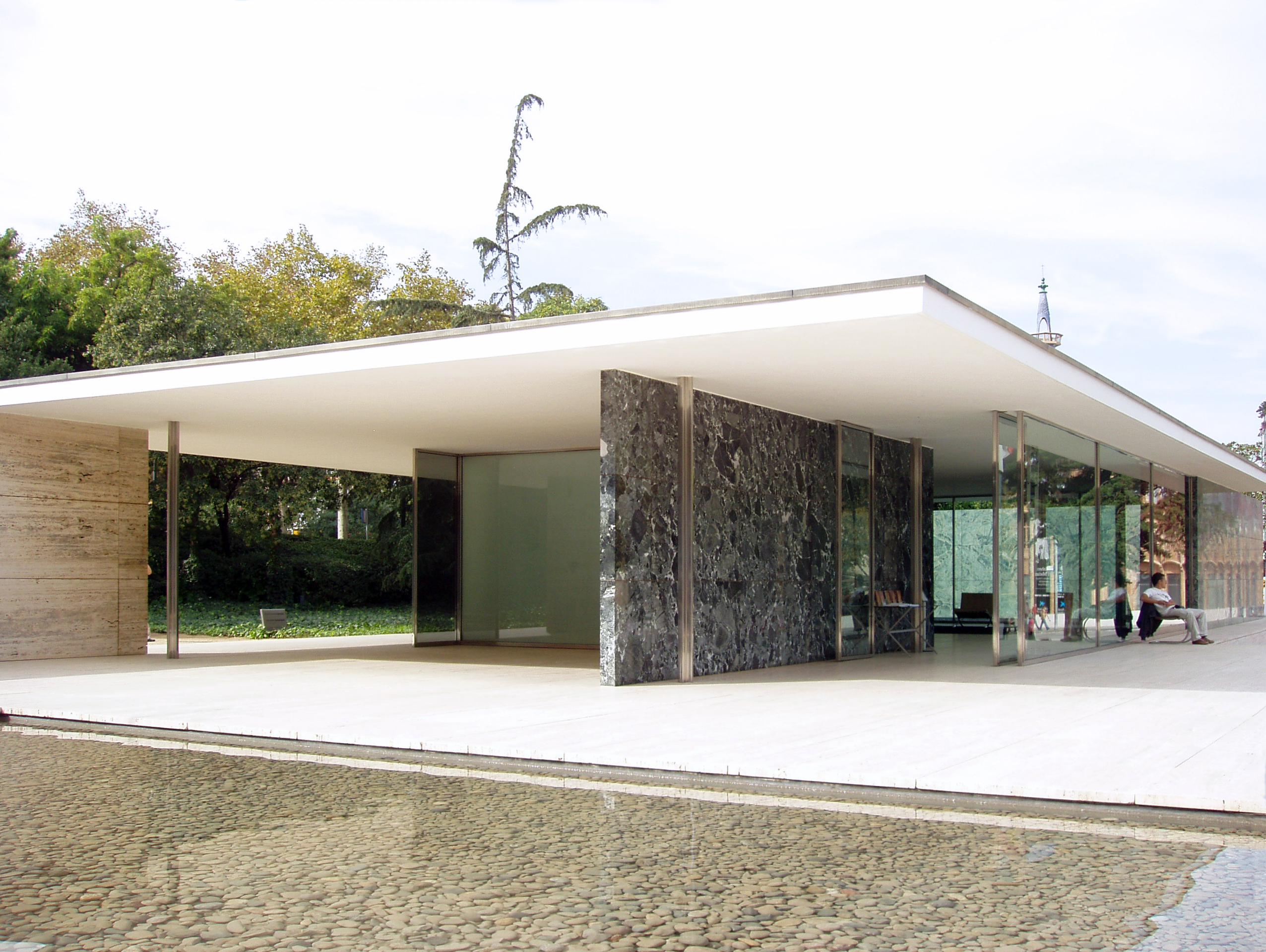
Beim Barcelona-Pavillon von Mies van der Rohe spricht man von „fließendem“ Raum

Architektur kann über ihren Raum schaffenden Charakter definiert werden. Aus diesem Blickwinkel besteht Architektur in der Dualität von immateriellem Raum (engl. Synonym: Void) und materieller Hülle (engl. Synonym: Solid). Architektur in ihrer Materialität schafft in der Regel eine Grenze zwischen innen und außen. Durch diese entsteht, je nach ihrer Ausformung (Fassade/Dach), ein Innenraum und ein Außenraum (z. B. Stadtraum, Landschaft).

### Weitere Definitionen
- Architektur ist „Harmonie und Einklang aller Teile, die so erreicht wird, dass nichts weggenommen, zugefügt oder verändert werden könnte, ohne das Ganze zu zerstören.“ (Leon Battista Alberti : 1452 in: De re aedificatoria)
- Architektur ist nach Louis Sullivan (1896), „das Gesetz aller organischen und anorganischen, aller physischen und metaphysischen, aller menschlichen und übermenschlichen Dinge, aller echten Manifestationen des Kopfes, des Herzens und der Seele, dass das Leben in seinem Ausdruck erkennbar ist, das die Form immer der Funktion folgt.“ (siehe auch: form follows function)
- „Architektur entsteht heute nach ökonomischen, konstruktiven und funktionellen Gesetzmäßigkeiten. Wir stehen im harten Kampf mit der Wirklichkeit. Und wenn dann noch etwas Ähnliches wie das, was man mit dem Attribut Kunst bezeichnet dazukommt, dann kann man in seinem Leben von einem unwahrscheinlichen Glück sprechen.“ (Egon Eiermann : Grosse Architekten. HäuserBuch-Verlag)
- „Architektur kombiniert Kunst und Wissenschaft (oder Technologie), um die Umwelt nach den Bedürfnissen des Menschen zu ordnen“ (Louis Hellman)
- „Architektur ist Kunst. Sie ist aber nicht als verschimmelter akademischer Begriff der bildenden Künste zu verstehen“ (Lina Bo Bardi, Lina Bo Bardi 100. Brasiliens alternativer Weg in die Moderne, Ausst.-Kat. München 2015)
- „Architektur ist Wissen um die Technik, Empfänglichkeit gegenüber der künstlerischen Seite der Angelegenheit.“ (Arne Jacobsen)
- „Der elementare Ausdruck architektonischer Formen ist ein gestischer. Er beruht einerseits auf Zeigequalitäten der gebauten Dinge, anderseits auf Empfindungen des fühlenden, sich bewegenden Leibes.“ (Wolfgang Meisenheimer : Das Denken des Leibes und der architektonische Raum)

## Architekturgeschichte

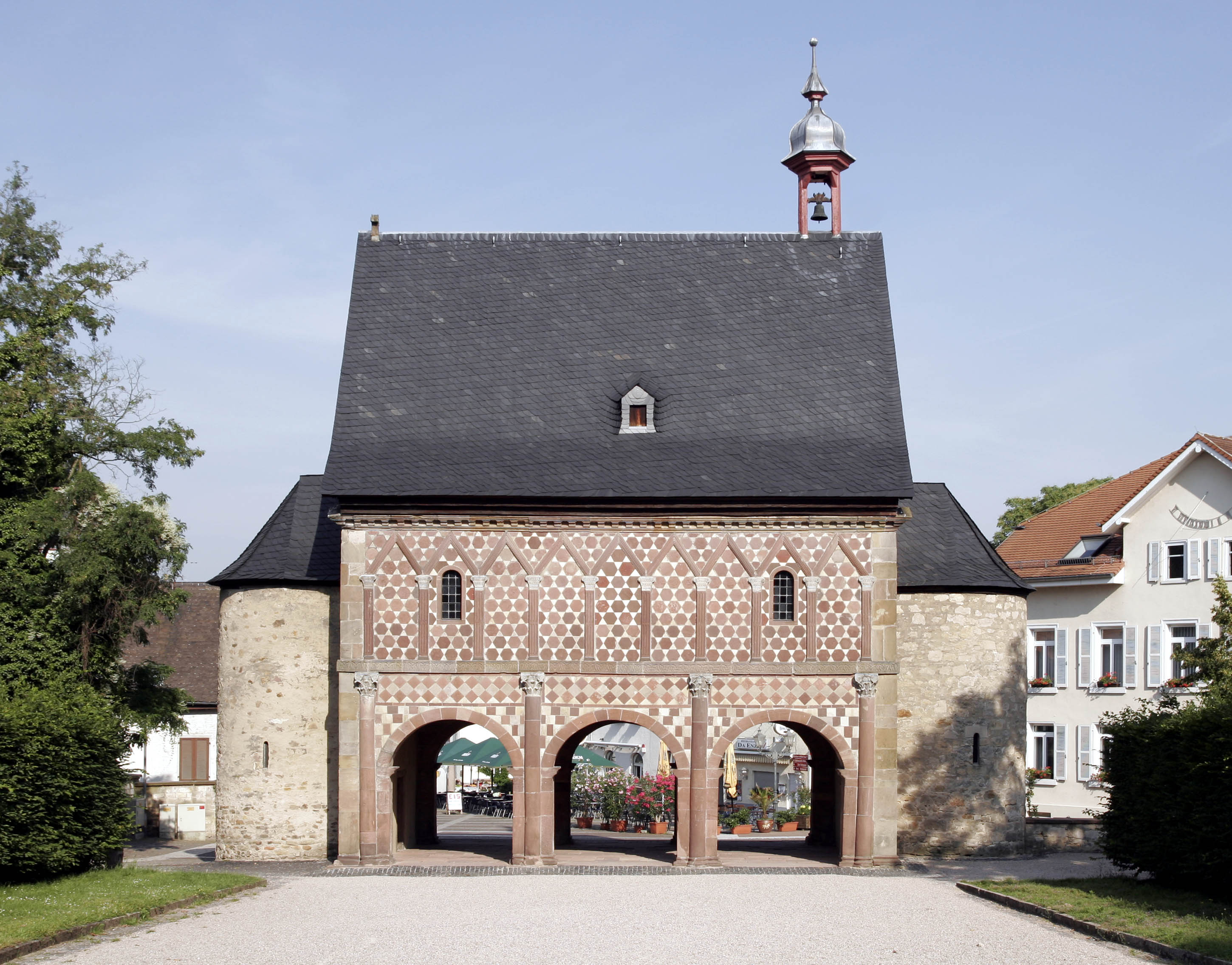
Torhalle Lorsch aus dem 9. Jahrhundert

Die Geschichte der Architektur ist so alt wie die Menschheitsgeschichte und mit dieser als kulturelles Element eng verwoben. Entsprechend dieser hohen Bedeutung werden enzyklopädisch zwei Begriffe geschieden: Einen chronologischen Überblick über die einzelnen Entwicklungsschritte findet man unter den Stichworten Geschichte der Architektur beziehungsweise Baustil, die Erläuterungen zu Methodik und Gebiet des Faches im Artikel Architekturgeschichte. Das Fach Architekturgeschichte ist der Teil der Kulturwissenschaften, der sich mit vorwiegend kunstwissenschaftlicher und in zweiter Linie mit ingenieurswissenschaftlicher und soziologischer Methodik mit der historischen Dimension der Architektur beschäftigt.

### Museen
Große Architekturmuseen finden sich beispielsweise in Berlin Architekturmuseum der TU Berlin, Frankfurt (Deutsches Architekturmuseum), München (Architekturmuseum der TU München) und Paris (Cité de l’architecture et du patrimoine).

## Einflüsse

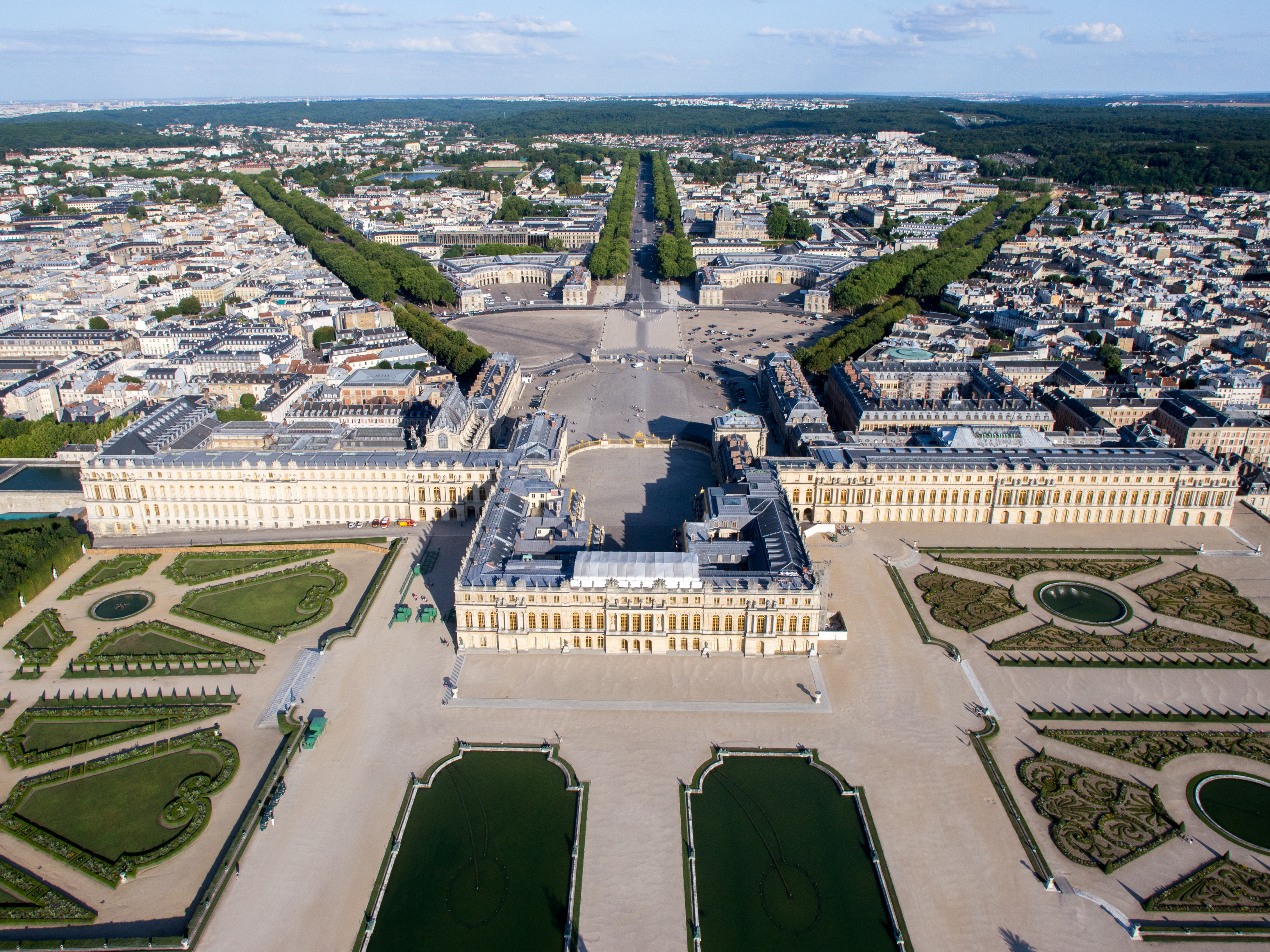
Gebauter Absolutismus: Das Schloss Versailles – der König als zentraler Bezugspunkt

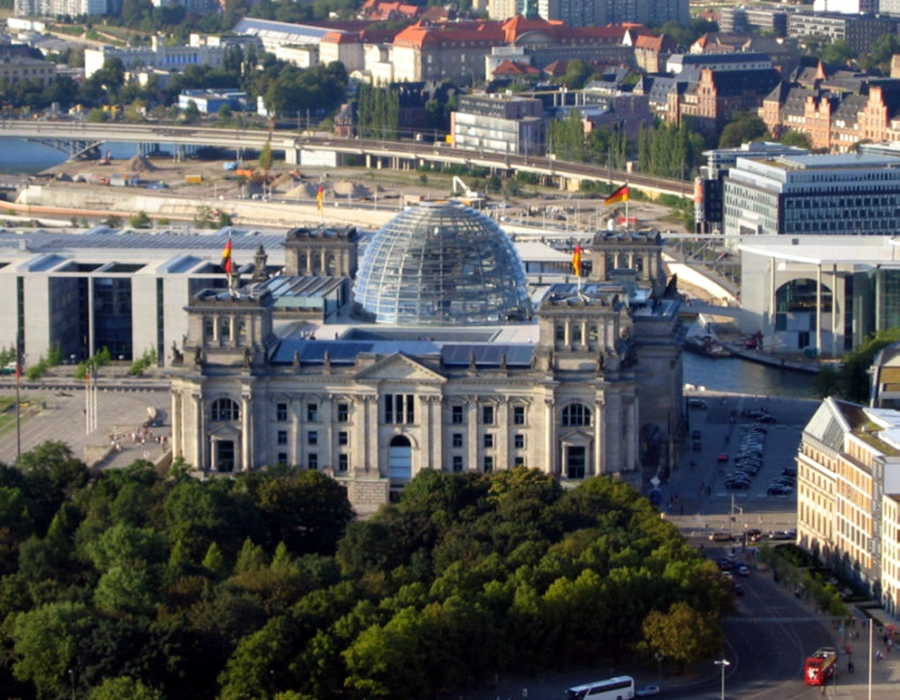
Gebaute Demokratie: Das Reichstagsgebäude – das Volk über dem Parlament

Architektur manifestiert sich in einem einzelnen Gebäude, einem Gebäudekomplex, einer Siedlungsstruktur oder auch in einer gesamten Stadtanlage. Sowohl Einzelgestalt kleinerer und größerer Einheiten als auch die gesamte Stadtmorphologie werden insbesondere durch klimatische, technische, topografische und wirtschaftliche Randparameter beeinflusst. Daneben haben aber auch rechtliche, religiöse, politische und andere gesellschaftliche Gegebenheiten massiven Einfluss auf Architektur, Städtebau und Stadtplanung. Vor allem die repräsentative Architektur ist oft der sichtbare Ausdruck der jeweiligen Gesellschafts- und Herrschaftsform. Zum Beispiel das Schloss Versailles als Ausdruck des Absolutismus. Die Architektur ist somit ein wesentlicher Teil der kulturellen Identität einer Gesellschaft.
Ein Beispiel für administrative Faktoren ist die Wohnbaupolitik, die in den Vereinigten Staaten seit dem Ende des Zweiten Weltkrieges die Federal Housing Administration (FHA) gepflegt hat. Die Bundesregierung in Washington, D.C. hatte die FHA damit beauftragt, dafür zu sorgen, dass jeder Kriegsheimkehrer ein Eigenheim würde besitzen können. Da die FHA davon überzeugt war, dass Wohnhäuser nach avantgardistischem Entwurf für Veteranen keine gute Investition seien, lehnten auch die Banken es ab, den Bau „ultramoderner“ Wohnhäuser (insbesondere im Internationalen und im Contemporary-Stil) durch Vergabe von Privatkrediten zu fördern. Die Folge war, dass im Bereich der Einfamilienhäuser in den USA bis in die Gegenwart fast ausschließlich konservativ (aktuell z. B. Millennium Mansion) gebaut wird.

## Bedeutung
Der moderne Mensch ist fast ständig von Bauwerken umgeben, die Stimmung und Psyche positiv wie negativ beeinflussen. Auch auf die physische Gesundheit kann das Einfluss haben. Architektur hat also für jeden Menschen eine sehr konkrete Bedeutung und bestimmt durch ihre Funktion das alltägliche Leben viel stärker als Musik, Literatur oder Malerei. Die Qualität des Lebensumfeldes sollte der Gesellschaft daher ein wichtiges Anliegen sein.
Nur ein Teil aller Bauwerke und Gebäude ist von Architekten geplant. In wirtschaftlich wenig entwickelten Gebieten wird der überwiegende Teil in Eigenbauweise oder durch Handwerker ohne viel Planung errichtet. In den Industrienationen herrscht die standardisierte Produktion von Gebäuden vor. Architekten werden vor allem bei komplexen Planungen oder repräsentativen Bauwerken hinzugezogen. Daraus resultiert auch die weit verbreitete Meinung, Architektur bezöge sich nur auf besondere Gebäude und sei vom „profanen“ Bauen zu differenzieren. Die negativen Folgen dieser Abgrenzung zwischen Architektur und Bauen sind in allen modernen Städten sichtbar.
Das Thema Architektur wird in Deutschland nicht gerade oft in der breiten Öffentlichkeit diskutiert, und oft wird die Debatte über zeitgenössische Architektur den „Fachleuten“ überlassen. Die Verantwortung für die gebaute Umwelt liegt aber nicht allein bei den Architekten. Der jeweilige Bauherr wählt den Architekten aus und macht entscheidende Vorgaben. Das öffentliche Baurecht gibt wesentliche Rahmenbedingungen vor. Ein allgemeingesellschaftliches Bewusstsein für die Bedeutung der Architektur ist daher für eine gute gebaute Umwelt unabdingbar.
In Deutschland versucht die Bundesstiftung Baukultur, das Bewusstsein für die hohe Bedeutung der Architektur zu stärken. In Österreich gibt es in der Kunstsektion des Bundes eine eigene Abteilung für Architektur und Design, außerdem eine Architekturstiftung und die Plattform für Architekturpolitik und Baukultur. In einigen Ländern ist gute Architektur sogar als Staatsziel anerkannt, in Frankreich schon seit 1977 und in Finnland seit 1998.
In manchen Fällen erreicht Architektur eine hohe Akzeptanz bei der Bevölkerung, die in einem Bauwerk ein Symbol ihrer Werte und Lebenseinstellung sieht. Beispiele sind der Eiffelturm in Paris (als Sinnbild für die Stadt) oder die Twin Towers in New York, die als Symbol des Kapitalismus und der westlichen Kultur zerstört wurden.
Zitate
- „Architektur und Städtebau sind weder kultureller Luxus noch entbehrliche Dekoration. Vielmehr erwächst aus diesen grundlegenden Bausteinen einer Stadt lebenswerte Umwelt und städtische Identität.“ (Aus der Zielsetzung des Wiesbadener Architekturzentrums)
- „Unser Alltag wird zu einem wesentlichen Teil durch die Architektur bestimmt, die uns Tag für Tag umgibt. [...] Die Architektur schafft den notwendigen baulichen Rahmen, in dem wir uns bewegen. Ohne Architektur wäre die menschliche Gesellschaft nicht denkbar.“ (Jürgen Tietz : 1998 In: Geschichte der Architektur des 20. Jahrhunderts.)

## Wichtige Themen

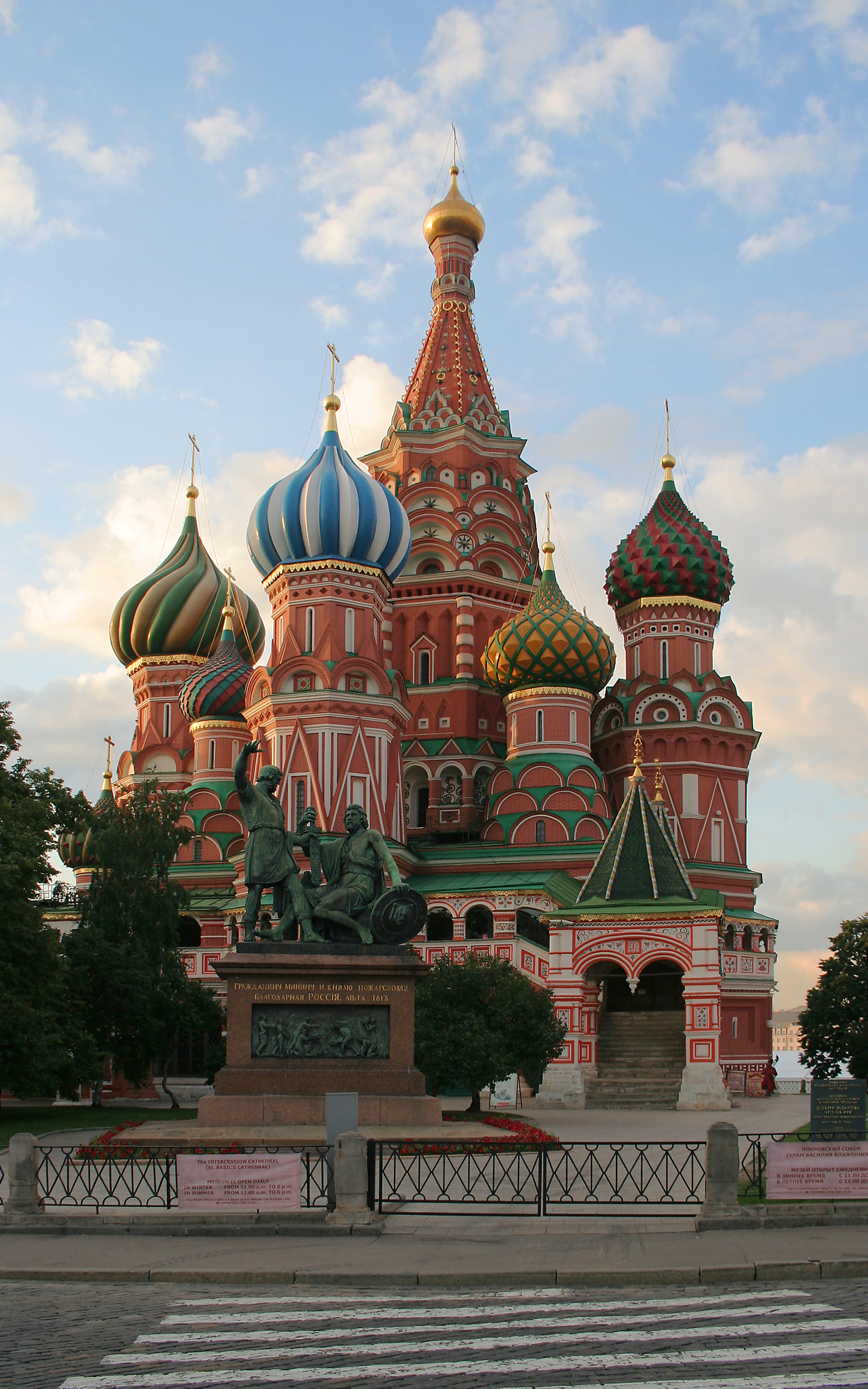
Form: Bei der Basilius-Kathedrale in Moskau unterstreichen Farben, Material und Ornamente die Teilformen des Gebäudes

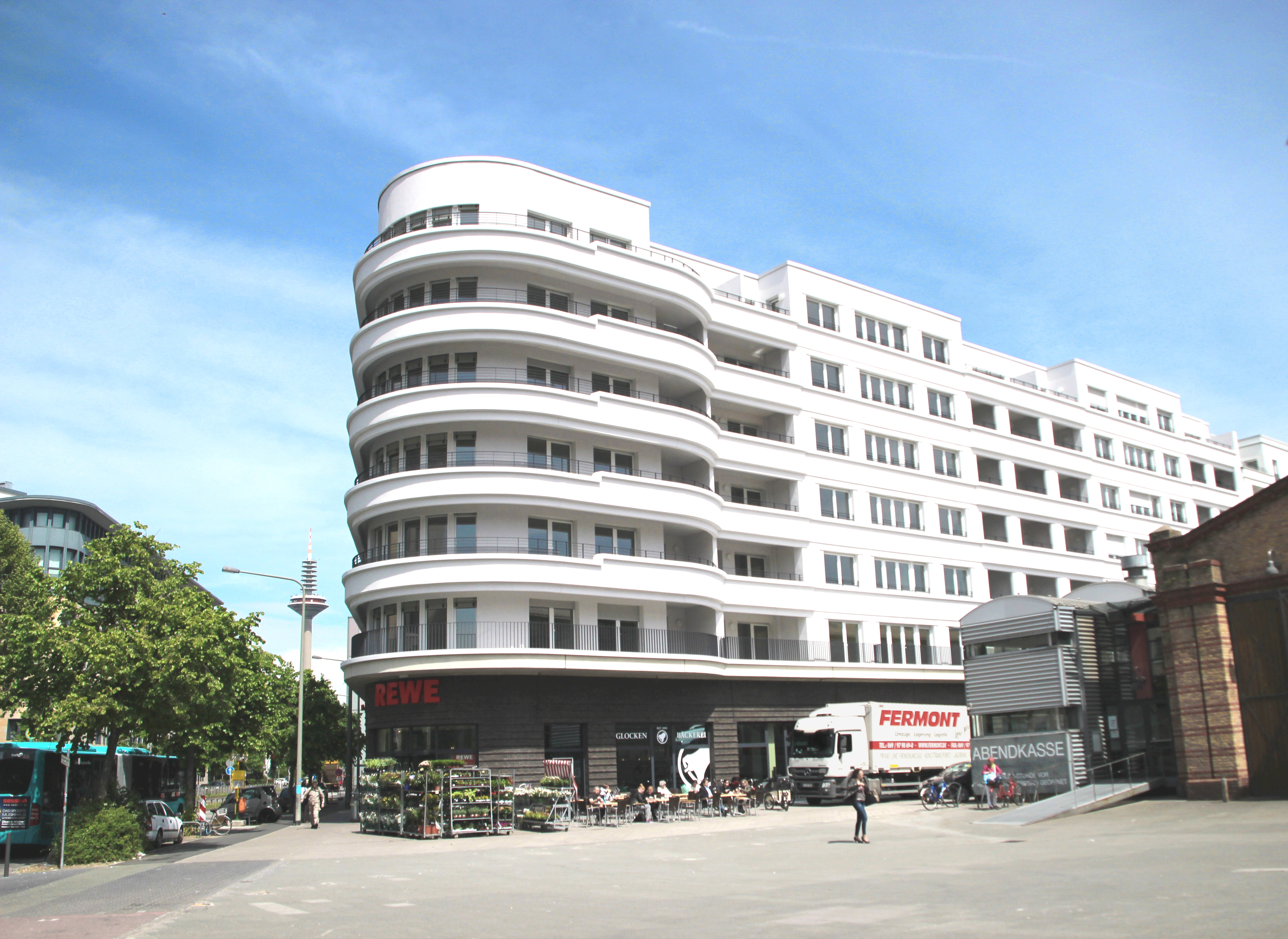
Orientierung und Energiestandard: Passivhaus „Wohnen am Depot“ in Frankfurt am Main (Architekt: Stefan Forster)

Bestimmte Themen beschäftigen die Architekten immer wieder, unabhängig von Stil und Epoche. Diese Themen sind zugleich die grundlegenden Kriterien der Architekturkritik. Sie sind bei jedem Entwurf, der im Allgemeinen ein Unikat ist, neu zu bedenken.
- Raum: Die Definition, Dimensionierung, Disposition, Fügung und formale Gestaltung von Räumen ist die wichtigste Aufgabe der Architektur. Siehe dazu: Raum (Architektur)
- Positionierung und Orientierung: Die Positionierung eines Bauwerks in der Landschaft beziehungsweise auf der zur Verfügung stehenden Fläche (Grundstück) und seine Orientierung geben den Ausschlag über das Erscheinungsbild des Bauwerks, den Grad der Privatsphäre gegenüber dem öffentlichen Raum, die Erschließung, das Verhältnis von Außenraum und Innenraum.
- Funktion: Das gute Funktionieren eines Gebäudes ist oberstes Ziel eines Entwurfes. Das betrifft sowohl die Funktionsabläufe, das technische Funktionieren der Gebäudehülle als auch ästhetische und nicht-technische Funktionen, die ein Bauwerk zu erfüllen hat. Da Architektur eine der wenigen praktischen Künste ist (siehe auch Design), die neben dem ästhetischen Wert auch einen Gebrauchswert haben, steht sie immer im Spannungsfeld von Kunst und Funktion.[7] Siehe auch: Liste von Bauwerken nach Funktion
- Form: Die Gestalt des Gebäudes, also Grundriss, Form und Kubatur sowie Proportion sind ästhetische Aspekte, die sich nicht allein von der Funktion ableiten lassen. Ein Entwurf lässt sich nicht anhand aller Randparameter erzeugen. Dazu kommt immer die Komponente der ästhetischen und formalen Gestaltung. Siehe auch: Kategorie:Bauform
- Konstruktion: Um die gewünschten Räume und Funktionen zu erzeugen, ist die Wahl der richtigen Baukonstruktion entscheidend. Dabei müssen auch Kosten- und Terminfaktoren bedacht sowie Komfortstandards erreicht werden. Die Skelettbauweise ermöglicht einen freieren Grundriss, für einen Apartmentblock ist unter Umständen die Raumzellenbauweise die bessere Lösung. Der Rahmen der Möglichkeiten erweitert sich dabei kontinuierlich. Siehe auch: Bauweise
- Fassade: Die Fassaden, also die äußere Hülle eines Gebäudes hinsichtlich Materialien, Farben liegt im Ermessensspielraum von Architekten und Bauherren mit Einfluss von Baubehörde und Denkmalschutz.
- Lesbarkeit: Darunter versteht man, inwieweit an der äußeren Erscheinung eines Bauwerks zu erkennen ist, „was in ihm steckt“, also zum Beispiel, welche Funktion es hat, welche Konstruktion, welche innere Gliederung oder auch welche Bedeutung. Ob ein Gebäude dies nach außen zeigen soll, kann sehr unterschiedlich beantwortet werden. Eine Kirche oder ein Bahnhofsgebäude sind zumeist schnell als solche erkennbar. Die Französische Nationalbibliothek zum Beispiel hat die Form von vier aufgeklappten Büchern und signalisiert somit ihre Funktion nach außen. Etwas subtiler gingen die Architekten Herzog & de Meuron bei der Bibliothek der Fachhochschule Eberswalde vor, wo die Fassade mit Fotomotiven überzogen ist, was den Informationsgehalt einer Bibliothek nach außen hin symbolisiert. Andere Gebäude verschleiern ihr Innerstes dagegen hinter einer Schaufassade.
- Bezüge zur Umgebung: Das idealisierte Leitbild der Architektur ist der Entwurf eines Bauwerks, das mit der Umgebung in vielschichtiger Art und Weise in Verbindung steht. Ein Bauwerk kann sich in seine Umgebung einfügen oder bewusst als Kontrast gestaltet sein. Die Beziehung wird äußerlich zum Beispiel durch Formgebung, Farbgestaltung und Materialauswahl hergestellt. Sichtbezüge, Raumabfolgen und Wegeführungen außen und innen spielen eine entscheidende Rolle für den Bezug zwischen Bauwerk und Umgebung.
- Ideeller Bezug: Im Rahmen der Denkmalpflege haben bestimmte Orte, Straßen, Plätze oder Gebäude eine besondere Bedeutung. Der ideelle Bezug leitet sich dabei weniger aus formal-ästhetischen Gesichtspunkten ab, sondern aus einem oder mehreren historischen Ereignissen, Gegebenheiten oder einem besonderen historischen Kontext, in dem ein Areal oder ein Gebäude steht oder stand, z. B. bestimmte Abschnitte der ehemaligen Mauer bzw. die Übergangsstelle Checkpoint Charlie in Berlin, Geburtshäuser oder Wohn- bzw. Arbeitsstätten bedeutender Persönlichkeiten, Stätten politischen Umbruchs usw.; selbst bei fehlender architekturhistorischer Bedeutung haben Architekten und Planer bei Rückbauten, Rekonstruktionen, Umnutzungen, Umbauten oder Erweiterungen solcher historisch und gesellschaftlich spezifischen Orte den ideellen Bezug zu berücksichtigen.
- Nachhaltigkeit, Ökologie und Energieverbrauch: Seit den 1980er Jahren, verstärkt seit der Debatte um die globale Erwärmung, sind Nachhaltigkeit, Ökologisches Bauen und die Verminderung des Energieverbrauchs von Gebäuden zu wichtigen Themen in der Architektur geworden. Viele Gebäude haben einen hohen Heiz- und Kühlenergiebedarf; auf die Lebensdauer des Gebäudes projiziert gibt es erhebliche Energie-Einsparungspotenziale. Beim Entwurf von Gebäuden werden  die Ausrichtung, die Form des Baukörpers, die Gebäudehülle und die Baustoffe auch in Hinsicht auf ökologische Aspekte gewählt. Dies hat zum Teil Auswirkungen auf die Architektur der Gebäude. Unter dem Stichwort Solararchitektur werden Konzepte zusammengefasst, die eine weitgehende Minimierung des Energieverbrauchs zum Ziel haben. Viele zeitgenössische Gebäude erreichen heute einen guten Energiestandard.

Manche Architekten sehen die Entwicklung zum hochgedämmten Gebäude mit automatisierter Haustechnik kritisch und raten zu einer Rückbesinnung auf eine traditionelle und an das regionale Klima angepasste Architektur. Letzteres wird auch als klimagerechte Architektur bezeichnet.
- Kosten: Das Budget, das der Bauherr zur Errichtung eines Gebäudes bereitstellt, ist ein zentraler Faktor, der über die Qualität des Ergebnisses entscheidet. Oft werden Entwurfsentscheidungen aufgrund des Budgets getroffen, es hat also wesentlichen Einfluss auf die Architektur. Das Thema Kosten begleitet die Planer durch den gesamten Planungs- und Ausführungsprozess.
- Weitere häufig auftauchende Schlagwörter in der Architekturdebatte sind:
  - Ehrlichkeit – siehe zum Beispiel Paulhans Peters, ehemaliger Chefredakteur des Baumeisters.
  - Minimalismus
  - form follows function

## Bezüge
- Musik: Musik und Architektur gehören seit langer Zeit zum menschlichen Kulturgut. In der griechischen und römischen Antike waren sie viel enger miteinander verknüpft als dies heute der Fall ist. Die Proportionslehre in der Architektur (vor allem der Renaissance) bezieht sich auf die Harmonielehre in der Musik. Architekten, Musiker und Philosophen haben in den Jahrhunderten nicht nur immer wieder Verbindungen zwischen den beiden Künsten gesucht und auch geschaffen, sondern sich auch wechselseitig neue Impulse gegeben. Der Philosoph Friedrich Wilhelm Joseph Schelling sagte im Jahre 1859: Architektur ist erstarrte Musik. In ähnlicher Weise ist bei Arthur Schopenhauer zu lesen: Architektur ist gefrorene Musik. Auch die Akustik eines Gebäudes spielt eine große Rolle (z. B. bei Opernhäusern, Konzerthallen, Theatern usw.).
- Psychologie:  Die Psychologie setzt sich mit der Architektur unter verschiedenen Aspekten auseinander. Die Künstlergruppe der Situationisten befasste sich in den 1960er-Jahren mit diesem Forschungsgebiet (siehe „Psychogeografie“).
 Studien zeigen, dass Architekten und Laien eine völlig unterschiedliche Wahrnehmung von Architektur haben. Dieses beruht auf dem unterschiedlichen Wissensstand und der daraus resultierenden unterschiedlichen Sichtweise. Die Architekturvorstellungen von Laien werden darüber hinaus stark durch Medien und durch Rollenvorbilder beeinflusst.[9]
 Aus den Erkenntnissen über die Wechselwirkung von Mensch und bebauter Umwelt ging die Architekturpsychologie hervor.[10] Von Bedeutung ist auch die farbpsychologische Wirkung der Gestaltung von Innenräumen und Fassaden. So sind Architekturpsychologen in der Lage, z. B. patientenorientierte Praxisräume[11] zu gestalten.[12] Erforderlich sind Schemata und Erhebungsinstrumenten zur Beurteilung von Büros, Wohnungen, Schulen, Universitäten und Krankenhäusern.[13]
 Die Architekturpsychologie bezieht ihre Erkenntnisse aus empirischen Studien. Sie ist nicht mit den spirituellen Lehren des Feng-Shui zu verwechseln.
- Soziologie:  Bei der Architektursoziologie geht es um die symbolische Interaktion zwischen den sozial handelnden Menschen mittels der Konstitution und Gestaltung von Räumen, beispielsweise von Städten, Landschaften (Parks), Häusern, Brücken, Denkmalen oder besonderen Bauteilen (Türmen, Türen u. a.) bis hin zur Innenarchitektur; also auch um den Beruf des Architekten, um Baupolitik, Bauwirtschaft und Wohnen.
- Gesetzgebung:  In fast allen Ländern unterliegen Bauwerke umfassenden gesetzlichen Bestimmungen und einer behördlichen Überwachung. Die erforderlichen Bedingungen u. a. der Standsicherheit, der Sicherheit im Betrieb, der städtebaulichen Einbindungen, der technischen Versorgung und der Energieeffizienz nehmen auf die Architektur Einfluss.
- Informationstechnologie: Im Bereich der IT gibt es viele Bezüge zur Architektur als Disziplin um hochkomplexe Zusammenhänge zu visualisieren, zu diskutieren und zu entwickeln. Dabei sind so verschiedene Bereiche wie Rechnerarchitektur, Prozessorarchitektur, Softwarearchitektur, Netzwerkarchitektur bis hin zur Unternehmensarchitektur mit einzubeziehen. Erste Nennungen reichen zurück bis in die 1960er Jahre[14], nachträgliche Attribuierung mit dem Begriff Architektur findet man aber auch bei Entwürfen, die bis zu den Anfänge des Computers zurückreichen: Von-Neumann-Architektur. Oft werden Analogien aus der realen Welt auf abstrakte IT-Konzepte angewendet (z. B. Datenautobahn, Die Kathedrale und der Basar, Data Warehouse). Es liegt nahe, dass (eher methodisch-funktionale denn ästhetische) Bereiche der Architekturtheorie auf die Informationstechnologie anwendbar sind.

## Filme
siehe auch Kategorie:Architektur im Film

### Dokumentarfilm
- Die leere Mitte[15], Regie: Hito Steyerl, 1998
- Sense of Architecture, Regie: Heinz Emigholz, 2009

### Spielfilm
- Die Forsyte-Saga, 1. Staffel (Folgen 1-3), 2002
- The Fountainhead, Regie: King Vidor, USA 1949
- Eine flexible Frau, Regie: Tatjana Turanskyj, Deutschland 2010 - Spielfilm über eine arbeitslose Architektin in Berlin